# Limecola balthica
Limecola balthica，是一种小型的咸水蛤，一种海洋双壳纲软体动物， 属于鸟蛤目樱蛤科的一种。

## 外貌
Limecola balthica的外壳表面光滑平坦，形状呈现椭圆或者类三角状。长度大约小于30毫米。外壳颜色呈现多态性，颜色因个体和地区而有所不同。较为普遍的外壳颜色有白色和樱花粉色，有时也有黄色和橙色。贝壳内部和已经死亡的空樱蛤贝壳呈现的颜色最为鲜艳。贝壳外部表面有明显的同心年轮，可用于推测樱蛤的年龄。

## 生态与栖息地
Limecola balthica是一种群居双壳类动物， 通常在淤泥里钻洞生存。贝壳会向底部伸展细长的虹管， 通过虹管吸食在水中漂浮和沉淀的有机物。
Limecola balthica是一种广盐性生物，能够在盐度范围有广阔变化的环境生存。一般栖息于潮间带或潮下带的浅水域， 生存于河口和海湾地区。在波罗的海的咸淡水交界水域， 樱蛤可下潜至水下超过一百米。

## 分布地区
Limecola balthica主要分布于大西洋地区和太平洋地区，也分布于俄罗斯海湾，北美洲和欧洲的亚北极地区。 在欧洲， 主要分布地区为法国南部延申至白海和伯朝拉海， 其中包括波罗的海的咸淡水交界水域。在北美州东部， 主要分布地区为圣老楞佐湾北部延申至哈德森湾。在太平洋， 主要分布地区为美国华盛顿州延申至阿拉斯加的波弗特海。